# Uromyces neotropicalis
Uromyces neotropicalis är en svampart som beskrevs av J.R. Hern. & Aime 2005. Uromyces neotropicalis ingår i släktet Uromyces och familjen Pucciniaceae.   Inga underarter finns listade i Catalogue of Life.